# M1917 (револьвер)
M-1917 (официальное наименование от англ. .45 Hand Ejector US Service, M1917 — «Револьвер Соединённых Штатов» M1917 калибра .45 с ручным выбрасывателем) был американским шестизарядным револьвером калибра .45 ACP. Револьвер M1917 компании Smith & Wesson относится к типу «N» (N-Frame).

## История
Вооруженные силы США были недостаточно подготовлены к Первой мировой войне. Они приняли на вооружение тогда ещё новый самозарядный пистолет Colt 1911, но его поставки и производство были ограничены. Генерал Першинг хотел, чтобы каждый солдат во Франции мог иметь при себе пистолет. Colt и Springfield Armory были заняты разработкой других видов оружия. Армия США нуждалась в оружии под бесфланцевый патрон калибра .45 ACP, так как патрон меньшего калибра часто проходил навылет, вместо того, чтобы остановить противника. К тому же бесфланцевый патрон .45 ACP имел более высокую начальную скорость, чем фланцевый патрон того же калибра. Однако патрон .45 ACP не держался в патроннике барабана, потому что не имел закраин и для устранения этого недостатка, компания Smith & Wesson разработала специальные обоймы по форме, напоминающие полумесяц (англ. half-moon clips). Таким образом, револьвер можно было заряжать сразу тремя патронами. В S&W быстро догадались, что обоймы можно соединить, — так появилась полная обойма (англ. full moon clips), которая позволяла перезаряжать оружие еще быстрее. Эти обоймы были достаточно гибкими и, как правило, смягчали удар курка. Следовательно, курок должен был ударять сильнее по капсюлю патрона .45 ACP, чем по .45 Colt или по другим фланцевым патронам, а нажатие на спусковой крючок, в целом, было тяжелым. Позднее был разработан патрон .45 AR, представлявший собой .45 АСР с фланцами на гильзе, что позволяло использовать его в револьверах М1917 без применения обойм.

## Варианты
Револьвер M1917 производился двумя компаниями, Colt (на базе револьвера Colt New Service (также известный как, Colt M1909) под патрон .45 Long Colt) и Smith & Wesson (на базе револьвера Second Model .44 Hand Ejector).

### Smith & Wesson M1917
US Service M-1917 калибра .45 с ручным выбрасывателем (англ. .45 Hand Ejector US Service, M1917) — шестизарядный револьвер с цельной рамкой, был выпущен компанией S&W в 1917—1946 годы. После вступления в Первую мировую войну армия США нуждалась в оружии под бесфланцевый патрон калибра .45, для этого компания S&W модифицировала своё стандартное оружие. За основу была взята базовая конструкция модифицированного револьвера .44 Hand Ejector Second Model. Она была адаптирована под патрон .45 ACP, имела укороченный ствол и измененную конструкцию барабана: он был укорочен для того, чтобы можно было вставлять полукруглые обоймы и скрывать донца патронов. 
По сравнению с компанией Colt, Smith & Wesson в модели своего оружия оставила небольшую выемку, при обработке патронников барабана, благодаря этому патроны .45 ACP можно было вставлять и без специальных обойм, но тогда возникали трудности с извлечением стрелянных гильз.
Модель М-1917 выпускалась по заказу армии США до 1918 года, общее количество поставленных револьверов составило 163 476 штук. Некоторая часть револьверов попала в коммерческую продажу как служебное и гражданское оружие уже после окончания войны. Компания S&W всего выпустила около 210 320 револьверов.

### Colt M1917
Модель 1917 года (Кольт) (англ. Model 1917) — модификация шестизарядного армейского револьвера New Service Model под бесфланцевый патрон .45 ACP, выпуск которой начался в 1917 году для снабжения армии США из-за нехватки самозарядного пистолета Colt M1911. В данной модели так же как и у револьвера S&W M1917 был укорочен барабан, так как патрон .45 Colt был длиннее .45 ACP. Для того, чтобы поместить в барабан патроны и обеспечить быстрое извлечение стрелянных гильз, здесь так же применялись пластинные обоймы-держатели в форме двух полумесяцев (англ. moonclips), в каждую из них вставлялось по 3 патрона. Эти обоймы обеспечивали правильное расположение патронов в каморах барабана и необходимый упор для стержня выбрасывателя при выталкивании гильз. Всего было выпущено примерно 150 000 револьверов для ВС США.
В 1960-е годы, остатки M1917 были проданы всего за 29,95$. Большинство тех, кто купил эти револьверы, модифицировали их. В результате, та малая часть револьверов, которая не подверглась изменениям и осталась в хорошем состоянии, теперь стоит дороже, чем револьверы нового типа N-frame компании S&W.

## Модификации

### Model 25 .45 Hand Ejector
Модель 25 калибра .45 с ручным выбрасывателем (англ. .45 Hand Ejector, Model 25) - это модифицированный револьвер M-1917, выпущенный в 1955 году компанией Smith & Wesson. Базовая конструкция этой модели была перенята у револьвера Модель 29 калибра .44 (англ. .44 Magnum, Model 29) по той причине, что барабан под патрон калибра .45 был короче, чем у .44 Magnum. Поэтому между передним торцом и рамкой образовался зазор. Ствол с планкой может иметь длину 4, 6 и 8,33 дюйма. Smith & Wesson Model 25 выпускается до сих пор.

## Страны-эксплуатанты
- США — этот револьвер использовался в основном тыловыми и вспомогательными частями армии США[9]. Во время Первой мировой войны, револьверы использовались во Втором Марнском сражении в 1918 году. Во Второй мировой войне Армия США и Корпус морской пехоты США снова вооружились револьверами M1917, где они показали хорошие боевые качества[9][12].
- Великобритания — британские войска использовали M1917 в 1940 году, когда большое количество оружия было направлено для Ополчения и Королевского военно-морского флота Великобритании[13].
- Китай — 8 револьверов было поставлено во время Второй мировой войны https://www.webcitation.org/5w2uyAZkN?url=http://lend-lease.airforce.ru/documents/files/Part_3A_pages_1-26.pdf [9].
- Бразилия - 25 000 револьверов M1917, выпущенные по военному контракту с компанией S&W, были закуплены в 1937 году для вооружённых сил[14].
- Нацистская Германия - в ходе Второй мировой войны, некоторое количество револьверов было захвачено немецкими войсками, револьвер Colt M1917 получил наименование Revolver 661(a), а револьвер Smith & Wesson M1917 - наименование Revolver 662(a)[источник не указан 3079 дней].